# Rivula costinotata
Rivula costinotata là một loài bướm đêm trong họ Erebidae.